# 田無町
田無町（たなしちょう）は、東京都西東京市の町域。現行行政地名では田無町一丁目から田無町七丁目の7町が設置されている。郵便番号は188-0011。

## 地理
西東京市の中部、西武新宿線の北側に位置する。旧田無市と保谷市の合併前は田無市本町（ほんちょう）であったが、隣接して保谷市本町があったため、合併時にそれぞれ旧市名を取って「田無町」「保谷町」と改称された。
地区を東西に横断する青梅街道（東京都道・埼玉県道4号東京所沢線、東京都道5号新宿青梅線）及び新青梅街道（東京都道245号杉並田無線、東京都道5号新宿青梅線）、南東から北西へ延びる所沢街道（東京都道・埼玉県道4号東京所沢線）、市内の南北を連絡する武蔵境通り（東京都道12号調布田無線）や谷戸新道（東京都道112号ひばりケ丘停車場線）といった幹線道路が集中する、交通の要衝である。青梅街道と所沢街道の北東が田無町一丁目、その他は青梅街道を挟んで南側が東から田無町二丁目、田無町四丁目、田無町六丁目と並び、北側が東から田無町三丁目、田無町五丁目、田無町七丁目と並ぶ。青梅街道・所沢街道以外の各町の境界は市道である。
東から反時計回りに保谷町、北原町、西原町、芝久保町、南町に隣接する。柳沢とは、二丁目が西武新宿線上の一点で接するのみである。

### 面積と人口
丁目毎の面積 、人口と世帯数、および人口密度は以下の通りである。（2018年（平成30年）1月1日現在）
| 丁目         | 面積    | 人口    | 人口    | 人口     | 世帯数    | 人口密度       | 備考 |
| 丁目         | 面積    | 男      | 女      | 計       | 世帯数    | 人口密度       | 備考 |
| ------------ | ------- | ------- | ------- | -------- | --------- | -------------- | ---- |
| 田無町一丁目 | 0.08km2 | 749人   | 805人   | 1,554人  | 859世帯   | 19,425.0人/km2 |      |
| 田無町二丁目 | 0.09km2 | 941人   | 1,027人 | 1.968人  | 1,083世帯 | 21,866.7人/km2 |      |
| 田無町三丁目 | 0.10km2 | 843人   | 879人   | 1,722人  | 1,051世帯 | 17,220.0人/km2 |      |
| 田無町四丁目 | 0.17km2 | 1,060人 | 1,044人 | 2,104人  | 1,251世帯 | 12,376.5人/km2 |      |
| 田無町五丁目 | 0.10km2 | 836人   | 945人   | 1,781人  | 974世帯   | 17,810.0人/km2 |      |
| 田無町六丁目 | 0.13km2 | 861人   | 823人   | 1,684人  | 872世帯   | 12,953.8人/km2 |      |
| 田無町七丁目 | 0.17km2 | 1,263人 | 1,412人 | 2,675人  | 1,342世帯 | 15,735.3人/km2 |      |
| 計           | 0.84km2 | 6,553人 | 6,935人 | 13,488人 | 7,432世帯 | 16,057.1人/km2 |      |

### 小・中学校の学区
市立小・中学校に通う場合、学区は以下の通りとなる。
| 丁目         | 街区                     | 小学校                 | 中学校                   |
| ------------ | ------------------------ | ---------------------- | ------------------------ |
| 田無町一丁目 | 全域                     | 西東京市立田無小学校   | 西東京市立田無第二中学校 |
| 田無町二丁目 | 全域                     | 西東京市立田無小学校   | 西東京市立田無第四中学校 |
| 田無町三丁目 | 全域                     | 西東京市立田無小学校   | 西東京市立田無第二中学校 |
| 田無町四丁目 | 全域                     | 西東京市立田無小学校   | 西東京市立田無第一中学校 |
| 田無町五丁目 | 全域                     | 西東京市立田無小学校   | 西東京市立田無第三中学校 |
| 田無町六丁目 | 全域                     | 西東京市立田無小学校   | 西東京市立田無第一中学校 |
| 田無町七丁目 | 1〜2番 15〜16番 19〜20番 | 西東京市立田無小学校   | 西東京市立田無第三中学校 |
| 田無町七丁目 | その他                   | 西東京市立けやき小学校 | 西東京市立田無第三中学校 |

### 地価
住宅地の地価は、2017年（平成29年）1月1日の公示地価によれば、田無町4-8-12の地点で33万5000円/m2となっている。

## 交通

### 鉄道

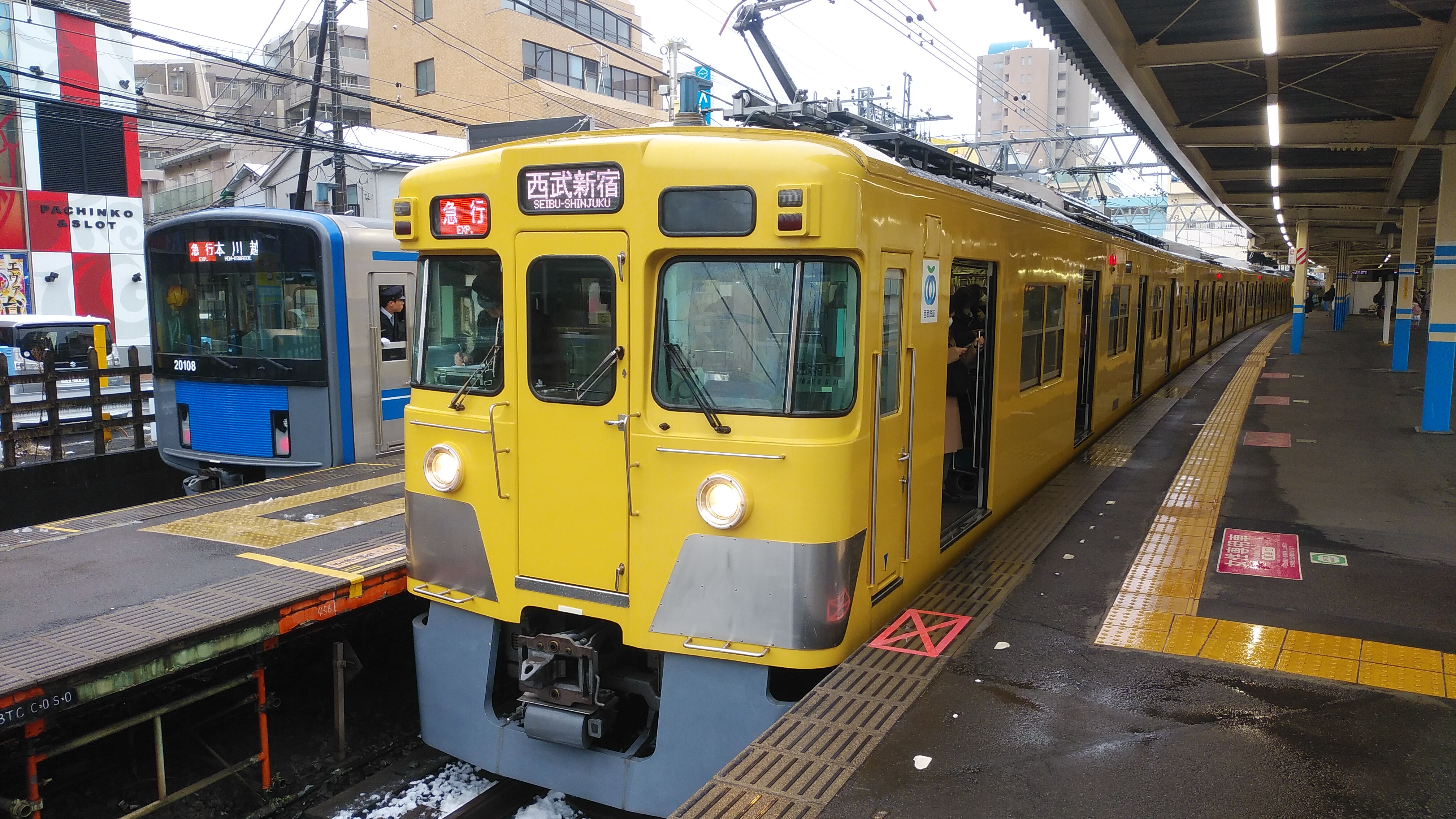
西武新宿線田無駅

| 街区内の駅                 |
| -------------------------- |
| 西武新宿線 - 田無駅(SS 17) |

田無町四丁目に西武新宿線田無駅がある。

### バス
田無駅北口にバスターミナルが、また青梅街道上に田無駅入口停留所がある。
西武バスが駅バスターミナルからひばりヶ丘駅（3ルート）・武蔵境駅へ、田無駅入口から花小金井駅と吉祥寺駅へ、また関東バスが田無駅入口から田無橋場と三鷹駅への便を運行している。西東京市コミュニティバスのはなバスも駅バスターミナルから発着している。
2015年3月までは都営バスが市内に乗り入れており、田無駅入口から柳沢駅、青梅方面への路線が発着していた。

### 道路

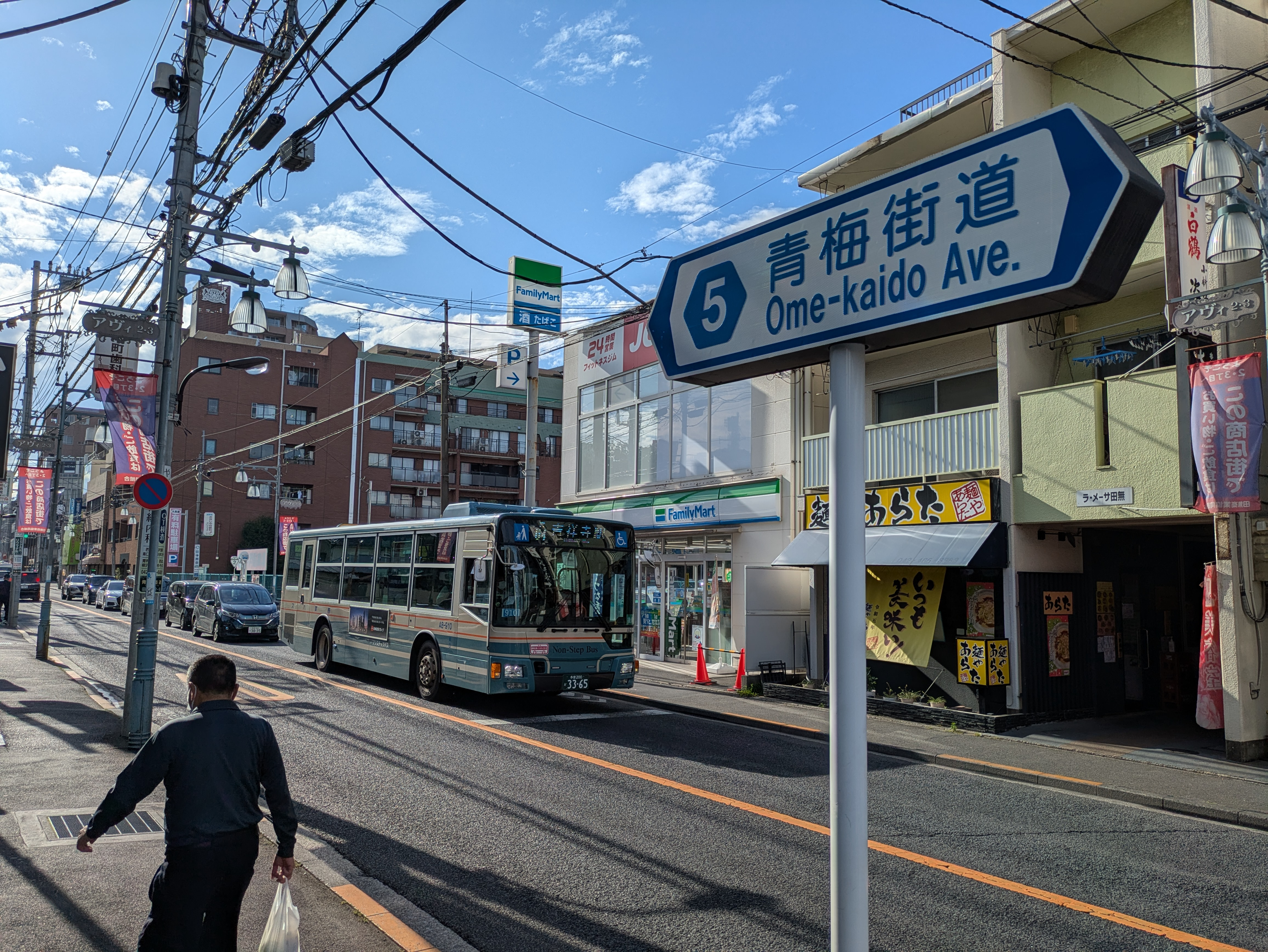
田無町　青梅街道

- 東京都道・埼玉県道4号東京所沢線（青梅街道・所沢街道） - 田無町一丁目交差点を境に青梅街道から所沢街道に変わる
- 東京都道5号新宿青梅線（青梅街道・新青梅街道） - 青梅街道（田無町一丁目まで4号東京所沢線に重複）と新青梅街道の北原交差点以西
- 東京都道8号千代田練馬田無線（富士街道） - 青梅街道との交点（田無町一丁目の1つ新宿寄りの交差点）が終点
- 東京都道12号調布田無線（武蔵境通り） - 終点は所沢街道下り線のみに接続
- 東京都道112号ひばりケ丘停車場線（谷戸新道）  - 田無町三丁目交差点から武蔵境通りのバイパスに接続
- 東京都道132号小川山田無線（立川道） - 橋場交差点で青梅街道から分岐
- 東京都道233号東大泉田無線（保谷新道） - 田無町一丁目交差点が終点
- 東京都道245号杉並田無線（新青梅街道） - 北原交差点以東
- 東京街道 - 橋場交差点で青梅街道から分岐
- 府中道

### 田無町一丁目

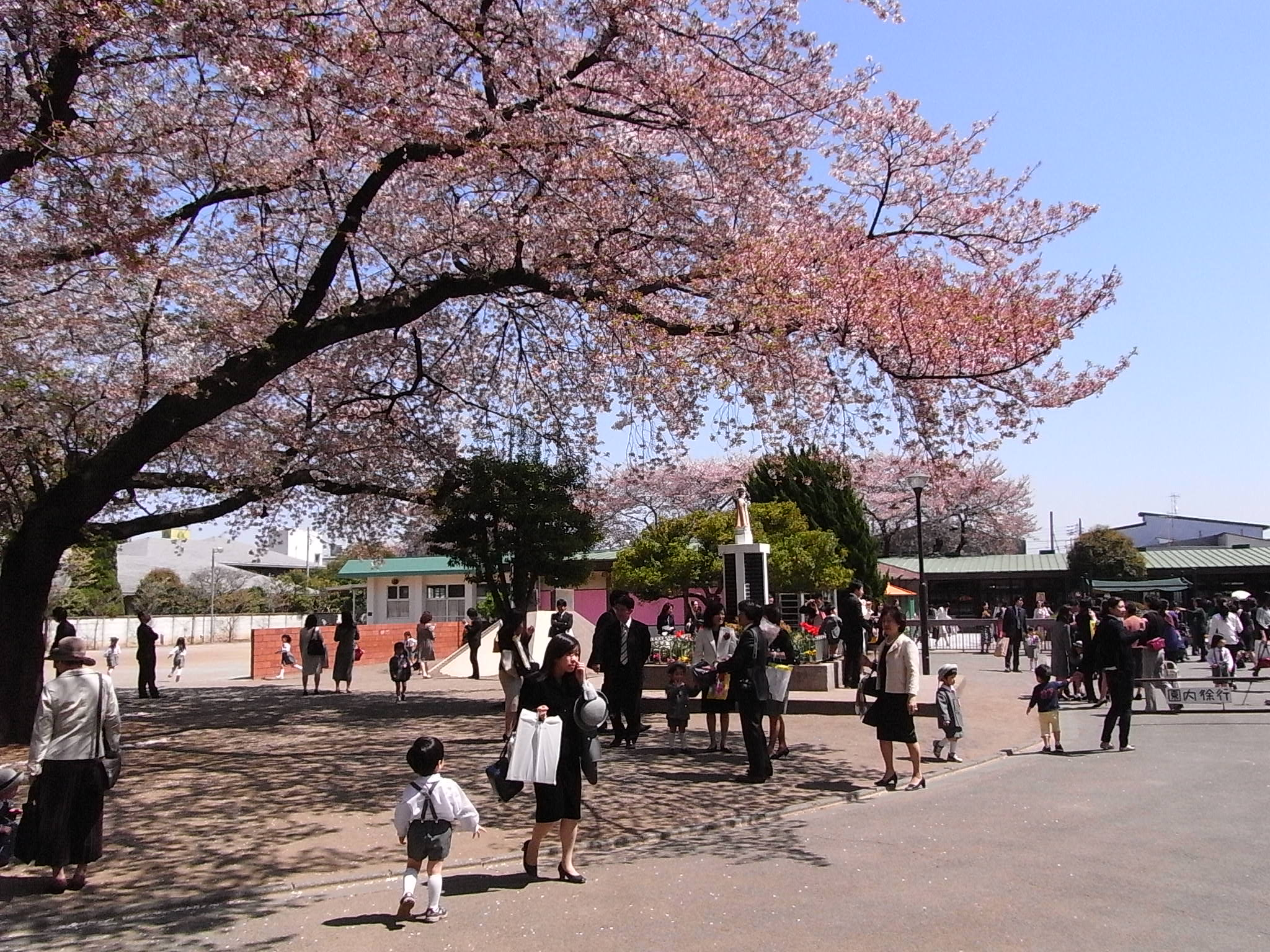
クリスト・ロア幼稚園（2009年4月10日撮影）

## 施設

### 田無町二丁目
- アスタビル（LIVIN田無、アスタ専門店街、みずほ銀行、エクセル田無など）
- 津島神社
- レイモンド田無保育園

### 田無町三丁目
- 西東京郵便局（ゆうちょ銀行西東京店併設）
- 総持寺
- 田無神社
- シンエイ動画

### 田無町四丁目
- 田無駅
- 西東京市市民会館
- 西東京市立田無小学校
- 田無富士見幼稚園
- ひまわり共同保育園
- 東京法務局田無出張所
- 佐々総合病院

### 田無町五丁目
- 警視庁田無警察署
- 西東京市田無総合福祉センター
- 総持寺境外佛堂観音寺
- Olympic田無店

### 田無町六丁目
- シチズン時計
- シチズン・システムズ